# 马振岗
马振岗（1940年11月—），山东临朐人，中华人民共和国外交官、第十届全国政协委员。

## 生平
1965年，马振岗从北京外国语学院英语系毕业，分配到中华人民共和国外交部工作。同年，公派到英国学习，先后入读伊林技术学院、伦敦经济学院。1967年，奉命提前结束学业，回国参加文革。1968年，下放广东牛田洋部队农场劳动锻炼。1970年，任驻南斯拉夫大使馆随员。1974年，回国任外交部美洲大洋洲司三处（中美和加勒比处）科员。1981年，任驻温哥华总领事馆三秘衔副领事，后升二秘衔。1985年，回国任外交部美大司三处副处长。1986年，调任一处（美国处）副处长，后升任处长。1990年4月，任驻美国大使馆参赞。1991年，升任外交部北美大洋洲司副司长。1992年，升任司长。1995年，任国务院外事办公室副主任。1997年3月，出任中华人民共和国驻英国大使。2002年，任中央外事工作领导小组办公室副主任。2004年，改任中国国际问题研究所所长，2009年离任。2013年，任中国公共外交协会副会长。
马振岗曾获英国密德萨斯大学名誉博士、英国中央兰开夏大学名誉院士和英国皇家亚洲学会名誉研究员以及伦敦金融城荣誉市民等称号。